# Nephrolepis marginalis
Nephrolepis marginalis là một loài dương xỉ trong họ Nephrolepidaceae. Loài này được Copel. mô tả khoa học đầu tiên năm 1917.
Danh pháp khoa học của loài này chưa được làm sáng tỏ. 